# Rifargia maculata
Rifargia maculata är en fjärilsart som beskrevs av Paul Dognin 1909. Rifargia maculata ingår i släktet Rifargia och familjen tandspinnare. Inga underarter finns listade.